# Chölönbujr
Chölönbujr (mongolsky ᠬᠥᠯᠦᠨ ᠪᠣᠧᠧᠷ ᠬᠣᠲ, čínsky v českém přepisu Chu-lun-pej-er, pchin-jinem Hūlúnbèi'ěr, znaky tradiční 呼倫貝爾) je městská prefektura v provincii Vnitřní Mongolsko v Čínské lidové republice.

## Poloha
Chölönbujr leží na severovýchodě Vnitřního Mongolska. Na jihu sousedí s Chjanganem, na jihozápadě s Mongolskem, na severozápadě se Zabajkalským krajem Ruské federace a na východě s provincií Chej-lung-ťiang.
Název oblasti je odvozen od jezera Chulun núr ležícího v její západní části a jezera Bujr núr ležícího o něco jižněji (částečně v Mongolsku). Dalším významným přírodním prvkem oblasti je pohoří Velký Chingan.

## Demografie
K roku 2000 v prefektuře převažovali Chanové (2,2 mil, 82 %) následovaní Mongoly (230 tis., 9 %), Mandžuy (111 tis., 4 %) a Daury (70 tis., 2,6 %).